# Yicheng (Hubei)
Pour les articles homonymes, voir Yicheng.
Yicheng (宜城 ; pinyin : Yíchéng) est une ville de la province du Hubei en Chine. C'est une ville-district placée sous la juridiction de la ville-préfecture de Xiangyang.

## Démographie
La population du district était de 562 375 habitants en 1999.